# Таннане, Уссама
Усса́ма Танна́не (араб. أسامة طنان‎, нидерл. Oussama Tannane; 23 марта 1994, Тетуан, Марокко) — марокканский футболист, атакующий полузащитник катарского клуба «Умм-Салаль». Выступал за сборную Марокко.

## Клубная карьера
После пяти лет обучения в нидерландских футбольных школах «Зебюргия», «Аякса», «Утрехта» и «Херенвена». 1 февраля 2012 года марокканский игрок подписал первый профессиональный контракт с «суперфризами» на полтора года. за 800 тысяч евро. 2 августа 2012-го Таннане провёл первый матч за команду, причём сразу в еврокубке — Лиге Европы против румынского «Рапида».
Всего за «Херенвен» вингер отыграл 8 матчей в высшем дивизионе, 3 матча в Лиге Европы и один в кубке страны.
16 июля 2013 года в статусе свободного агента марокканец перешёл в «Хераклес», выступления за который были отмечены куда более серьезными достижениями. В первый сезон Таннане сыграл 23 матча чемпионата и забил 4 гола, во второй — 19 и 5, в последние пол-сезона 2015 года — 11 и 7. 22 августа 2015-го футболист забил четыре гола «Камбюру» в 3-м туре чемпионата Нидерландов.
12 января 2016 года подписал контракт с французским «Сент-Этьеном» до лета 2020 года. За 21-летнего футболиста «Зелёные» выплатили «Херенвену» 1,5 млн евро. В июле 2019 года перешёл в «Витесс». В январе 2022 года расторг контракт с «Витессом» по обоюдному согласию.
21 июня 2022 года подписал двухлетний контракт с клубом НЕК.

## Карьера в сборной
В 2015 году Таннане дважды сыграл за молодёжную сборную Нидерландов в квалификации Евро—2017 среди игроков до 21 года. Однако тренер сборной Марокко Эзаки Баду уговорил футболиста выступить за сборную его исторической родины. В 2015-м вингер не смог провести матчи за марокканцев из-за травмы, но продолжал ждать вызова в команду.
За марокканцев Таннане дебютировал 26 марта 2016 года в матче квалификации Кубка Африки—2017 против сборной Кабо-Верде.